# إلين مكلين
إلين مكلين (بالإنجليزية: Ellen McLain) (و. القرن 20  م) هي ممثلة، ومغنية، ومغنية أوبرا، وممثلة دُبلاج، وممثلة صوت أمريكية، ولدت في ناشفيل، تينيسي.

## وصلات خارجية
- الموقع الرسمي
- إلين مكلين على موقع IMDb (الإنجليزية)
- إلين مكلين على موقع ميتاكريتيك (الإنجليزية)
- إلين مكلين على موقع روتن توميتوز (الإنجليزية)
- إلين مكلين على موقع ألو سيني (الفرنسية)
- إلين مكلين على موقع ميوزك برينز (الإنجليزية)
- إلين مكلين على موقع أول موفي (الإنجليزية)
- إلين مكلين على موقع أول ميوزيك (الإنجليزية)
- إلين مكلين على موقع ديسكوغز (الإنجليزية)
- إلين مكلين على موقع قاعدة بيانات الفيلم (الإنجليزية)

- إلين مكلين في قاعدة بيانات الأفلام على الإنترنت